# Guerras Carlistas
Guerras Carlistas, termo empregado para as três violentas contendas ocorridas no século XIX na Espanha entre os carlistas, partidários de Carlos María Isidro de Borbón, e a governação de Isabel II de Espanha, sua sobrinha.
A princípio denominadas guerras civis, ao fracassar o golpe de Estado de 18 de Julho de 1936 contra a Segunda República e ao começar uma nova guerra civil bem mais violenta e destrutiva que as anteriores, adoptou-se o conceito de guerras carlistas e reservar Guerra Civil para a sucedida entre 1936 e 1939.

## Primeira Guerra Carlista (1833-1840)

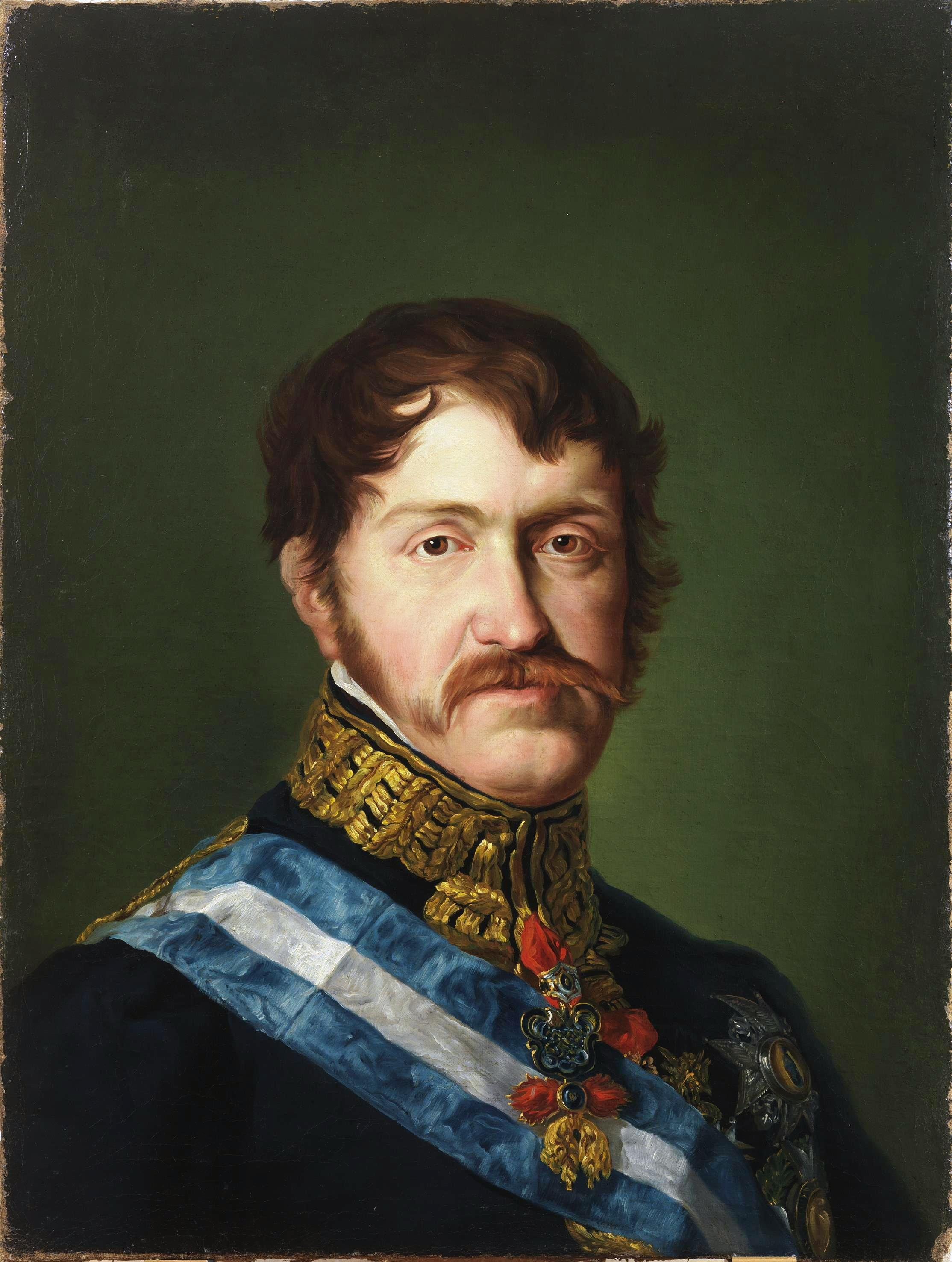
O infante Carlos María Isidro, auto-proclamado Rei com o nome de Carlos V.

A Primeira Guerra Carlista foi uma guerra civil que se desenvolveu em Espanha entre 1833 e 1840 entre os partidários do infante Carlos María Isidro de Borbón, conhecidos como carlistas e partidários de um regime absolutista; e os de Isabel II, partidários de um regime liberal e denominados cristinos por apoiar a regente Maria Cristina.

## Segunda Guerra Carlista (1846-1849)
A Segunda Guerra Carlista ou Guerra dos Matiners (em português, madrugadores, referência a que as batalhas fustigavam as tropas nas primeiras horas da manhã) teve lugar fundamentalmente na Catalunha entre Setembro de 1846 e Maio de 1849 devido, pelo menos teoricamente, ao fracasso das tentativas de casar Isabel II com o pretendente carlista, Carlos Luis de Borbón, que tinha sido pretendido por diferentes sectores. No entanto, Isabel II acabou por se casar com o seu primo Francisco de Assis de Borbón.

## Terceira Guerra Carlista (1872-1876)
A Terceira Guerra Carlista desenvolveu-se de 1872 a 1876 entre os partidários de Carlos, Duque de Madrid, pretendente carlista com o nome de Carlos VII, e as governações de Amadeu I, da I República e de Afonso XII.

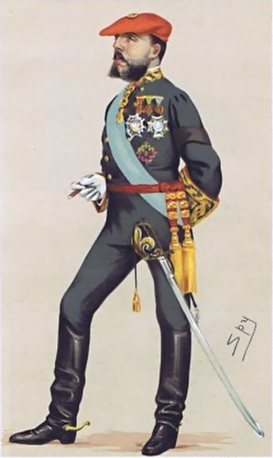
O pretendente Carlos VII, num desenho da revista Vanity Fair de 1876

O pretendente, que há meses preparava a insurreição a partir do exílio, estabeleceu o dia 21 de Abril de 1872 como a data para o começo da sublevação.
Esta guerra carlista desenvolveu-se sobretudo no País Basco e Navarra. A restauração dos Foros pelo pretendente em Julho de 1872, abolidos pelos decretos da Nova Planta por Felipe V, influiu na força do levantamento na Catalunha e em menor medida no de Valência e Aragão e alguns apoiantes pouco activos na Andaluzia, bem como no resto do território peninsular, especialmente em áreas montanhosas onde praticavam o banditismo ante a sua marginalidade e escassa eficácia em estabelecer um vínculo com o povo que facilitasse a sua actividade guerrilheira.